# Vykupitel (křesťanství)

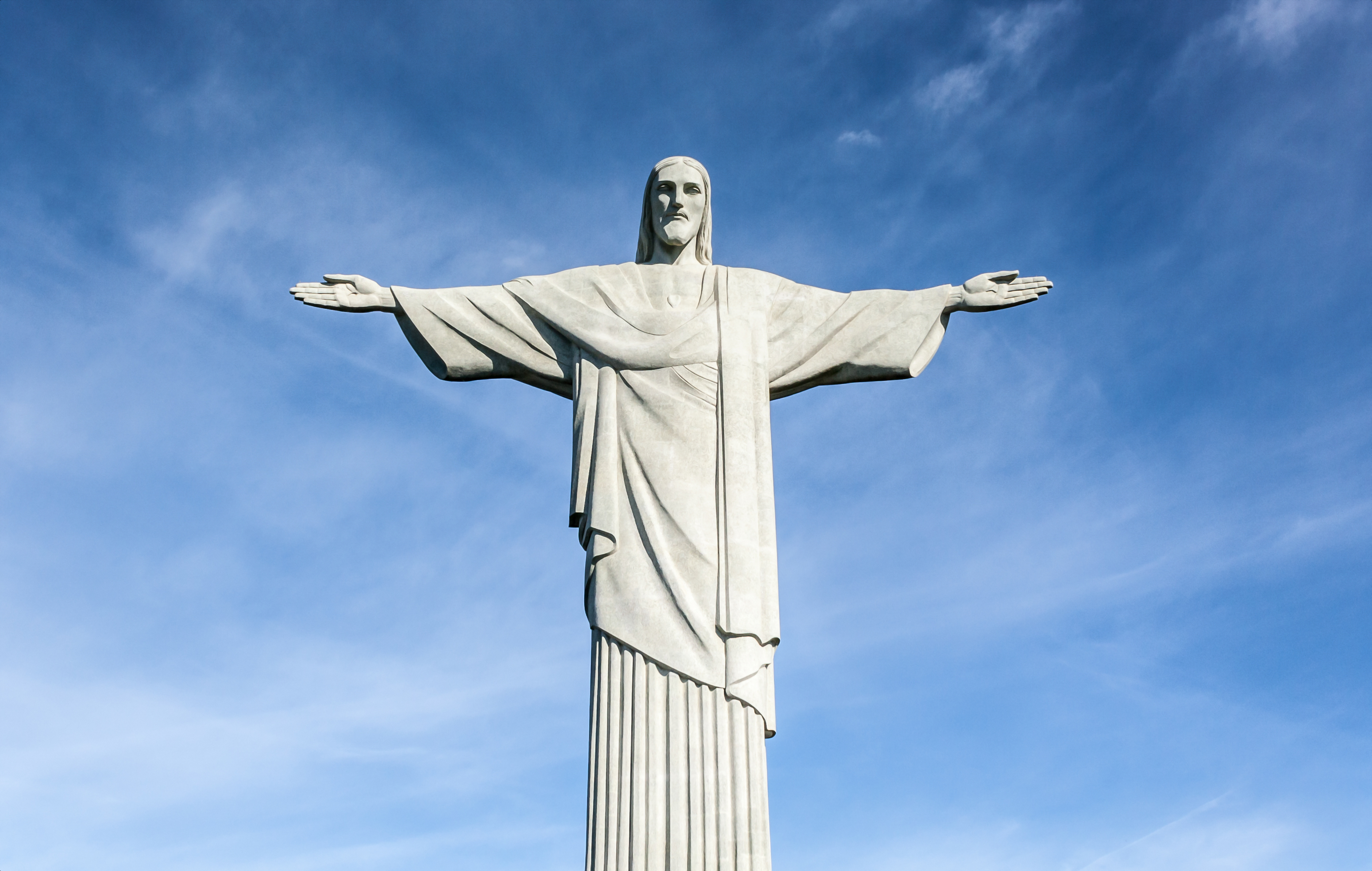
Socha Krista Vykupitele v brazilském Riu de Janeiru. Socha je ikonickým obrazem Ježíše Krista s rozpaženýma rukama, který představuje jeho poselství lásky a vykoupení pro všechny lidi.

Křesťanská teologie někdy označuje Ježíše titulem Vykupitel (lat. Redemptor) nebo Spasitel (lat. Salvator). To odkazuje na spásu, které dosáhl, a je to založeno na pojmu vykoupení nebo „zpětného odkupu“ (lat. re + emptio). V Novém zákoně se vykoupení může vztahovat jak na osvobození od hříchu, tak na vysvobození ze zajetí.
Ačkoli evangelia nepoužívají titul „Vykupitel“, myšlenka vykoupení se objevuje v několika Pavlových listech. Leon Morris říká, že „Pavel používá pojem vykoupení především proto, aby hovořil o spásném významu Kristovy smrti.“

## Univerzalita
Nový zákon mluví o Kristu jako o jediném Spasiteli pro všechny lidi. První Janův list říká, že Ježíš je „smírnou obětí za naše hříchy, a nejenom za naše, ale za hříchy celého světa“ – 1Jan 2, 2 (Kral, ČEP). Stoupenci neomezeného vykoupení to vykládají tak, že Ježíšova vykupitelská role je určena všem lidem bez výjimky, zatímco stoupenci omezeného vykoupení to vykládají tak, že je dostupná všem, ale projeví se pouze u vyvolených.
První křesťané také uznávali, že Ježíšova vykupitelská role je jedinečná (nemá obdoby), úplná (jako ten, kdo zprostředkovává plnost spásy) a definitivní (mimo jakoukoli možnost vyrovnání, natož překonání jeho spásné funkce). Jeho univerzální role zejména znamená, že skrze něj byly překonány smrtící síly zla, odpuštěn hřích, že nastala očista od nákazy hříchem a byla umožněna nová existence lidí jako milovaných, adoptivních Božích dětí. Tento novozákonní smysl pro Kristovu nezastupitelnou a nezbytnou roli pro spásu člověka by se dal shrnout novým axiomem: extra Christum nulla salus („mimo Krista není spásy“). Tento smysl pro jeho všeurčující roli v celém vykupitelském dramatu naznačuje skutečnost: na rozdíl od Starého zákona, kde mohly být „spasitelem“ nazývány různé lidské bytosti (např. Sd 3 (Kral, ČEP), Sd 9 (Kral, ČEP), Sd 15 (Kral, ČEP) a Sd 31 (Kral, ČEP)), Nový zákon dává titul „spasitel“ pouze Bohu (osmkrát) a Kristu (šestnáctkrát).